# Rio Galetti
O rio Galetti é um curso de água do leste da Etiópia, um afluente do Rio Shebelle. Nasce nas Montanhas Chercher.